# Marcel Lepan
Marcel Lepan (14. december 1909 - 10. marts 1953) var en fransk roer fra Boulogne-sur-Mer.
Lepan vandt i en alder af bare 14 år, sølv i firer med styrmand ved OL 1924 i Paris. Han var styrmand i båden, der blev roet af Louis Gressier, Georges Lecointe, Eugène Constant og Raymond Talleux. Der deltog i alt 10 lande i disciplinen, hvor Schweiz og USA tog guld- og bronzemedaljerne. Ved det samme OL deltog han i toer med styrmand, hvor franskmændene blev nr. 4. Det var den eneste udgave af OL han deltog i.

## OL-medaljer
- 1924:  Sølv i firer med styrmand